# Tolerantismus
Tolerantismus bezeichnet die übertriebene Anwendung von Toleranz, in dem Andersartigkeit wie jedes klare Profil unerheblich betrachtet wird. 
Der Begriff wurde vermutlich zuerst von Kaiserin Maria Theresia benutzt, um sich gegen eine in ihren Augen übertriebene Tolerierung von Protestanten und Juden zu wenden. Er wurde aber auch von Pierre Augustin Caron de Beaumarchais in der Komödie Le barbier de Séville verwendet, wo er Tolerantismus im Sinne allgemeiner Toleranz als erfolgreichste Errungenschaft des 18. Jahrhunderts bezeichnet. Überwiegend war der Begriff aber polemisch konnotiert und richtete sich gegen eine entgrenzte und unbedingte Toleranz allen und jedem gegenüber. Diese Kritik im ausgehenden 18. Jahrhundert blieb nicht nur auf das Lager der Aufklärungsgegner beschränkt.
Im 19. Jahrhundert verurteilte Papst Leo XII. zu Beginn seines Pontifikates den Tolerantismus, Indifferentismus und die Zugehörigkeit zu Bibelgesellschaften, die sich überall bildeten.
Tolerantismus ist ein Pejorativ und wird vor allem von Menschen verwendet, welche der Idee der Toleranz ablehnend gegenüberstehen oder der Ansicht sind, diese komme übermäßig zur Geltung. 
Heute wird das Wort zwar immer noch von religiös orientierten Kreisen verwendet, kann jedoch auch in allgemeinerer, recht diffuser Bedeutung auftreten, ähnlich dem Begriff Gutmensch.